# Samoana
Samoana é um género de gastrópode  da família Partulidae.
Este género contém as seguintes espécies:
- Samoana abbreviata
- Samoana annectens
- Samoana attenuata
- Samoana bellula
- Samoana burchi
- Samoana conica
- Samoana cramptoni
- Samoana decussatula
- Samoana diaphana
- Samoana dryas
- Samoana fragilis
- Samoana ganymedes
- Samoana hamadryas
- †Samoana inflata
- †Samoana jackieburchi
- Samoana magdalinae
- Samoana margaritae
- Samoana meyeri
- Samoana oreas
- Samoana strigata
- Samoana thurstoni